# 孔加

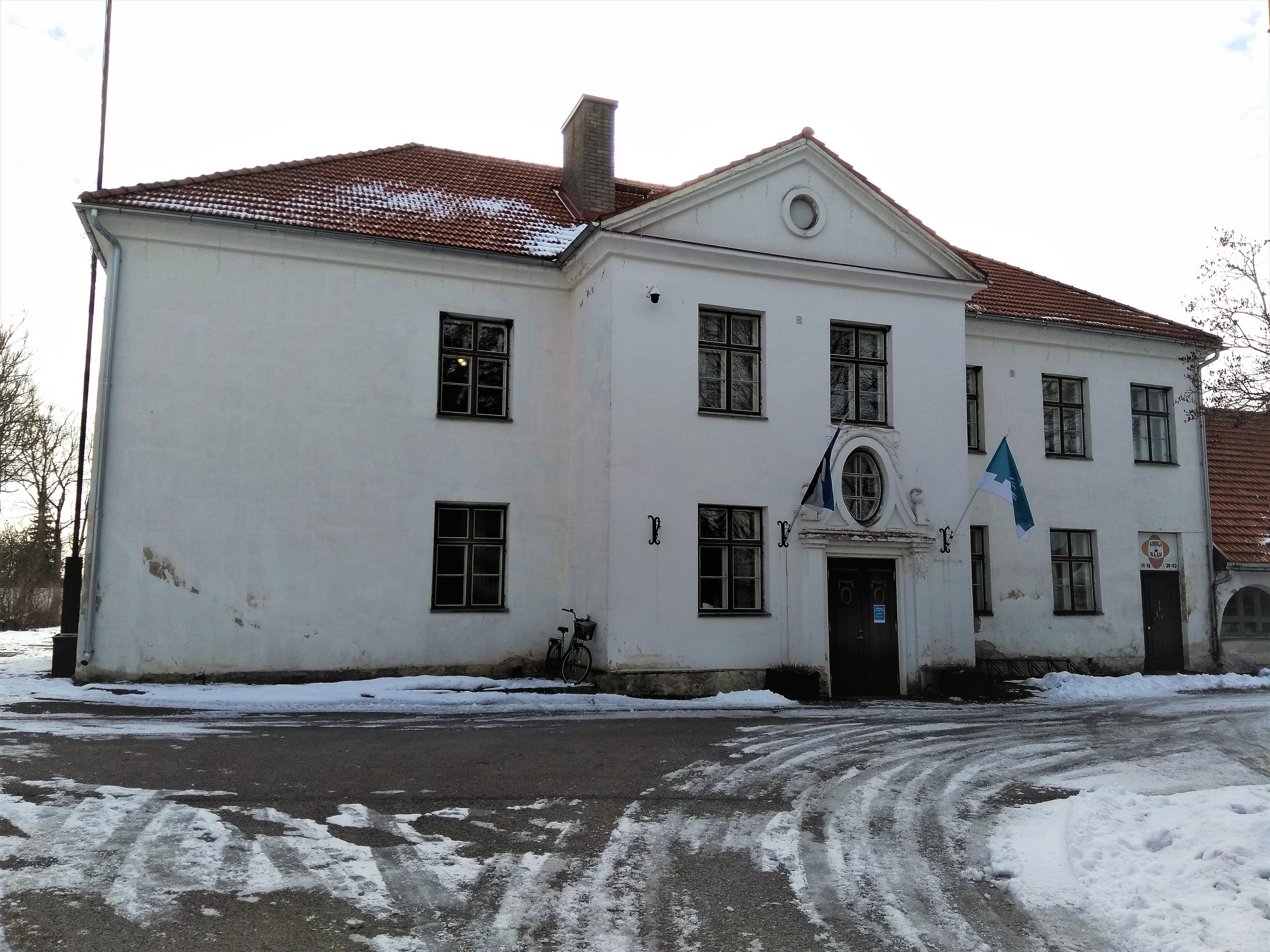
孔加庄园

孔加，是愛沙尼亞派爾努縣莱内兰纳市镇的村庄，位於該國西南部，曾是原孔加市镇的行政中心，處於首都塔林以南100公里，海拔高度27米，2012年該城鎮人口303。
58°35′N 24°09′E / 58.583°N 24.150°E